# Passaport andorrà
El passaport andorrà és un document públic, individual i intransferible lliurat a títol personal que acredita la identitat i la nacionalitat andorrana del titular tant a l'interior del país com a l'estranger.
Des del febrer del 2017 Andorra expedeix el passaport biomètric de tercera generació, l'únic país que disposa d'aquesta tecnologia, que converteix el document en el passaport més segur del món. Incorpora un xip i imprimeix la informació amb làser, de manera que una part de les dades són visibles i una altra només es pot llegir amb dispositius electrònics.

## Visats
El 2018, els andorrans tenien accés sense visat o amb visat a l'arribada a 168 estats i territoris, cosa que situa el passaport andorrà a la dissetena posició.

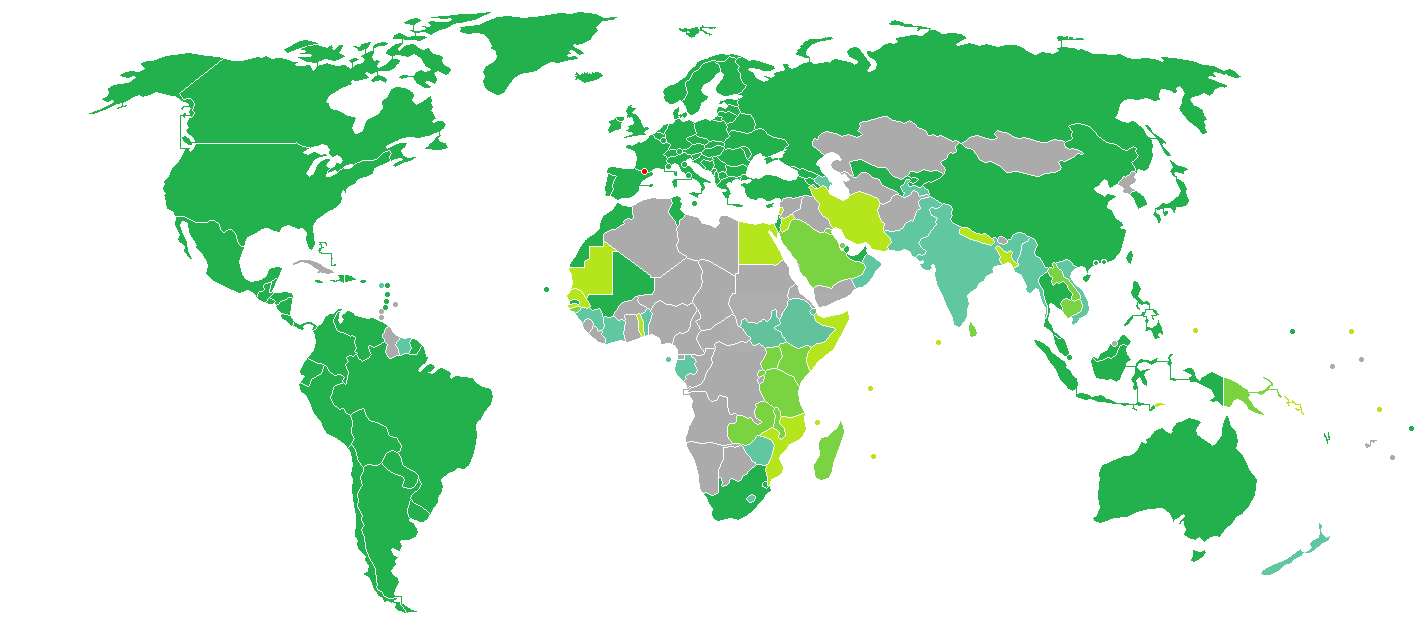
Andorra
Visat no necessari
Visat a l'arribada
Visat electrònic
Visat a l'arribada o visat electrònic
Visat necessari abans de l'arribada